# Calycopsis chuni
Calycopsis chuni är en nässeldjursart som beskrevs av Ernst Vanhöffen 1911. Calycopsis chuni ingår i släktet Calycopsis och familjen Bythotiaridae.
Artens utbredningsområde är Södra Ishavet. Inga underarter finns listade i Catalogue of Life.